# Krok Lake
Der Krok Lake (norwegisch Krokvatnet ‚Krummer See‘) ist ein 6 km langer und unregelmäßig geformter See an der Ingrid-Christensen-Küste des ostantarktischen Prinzessin-Elisabeth-Lands. Er liegt im südöstlichen Teil der Vestfoldberge.
Norwegische Kartographen, die dem See auch seinen deskriptiven Namen gaben, kartierten ihn als einen von vermeintlich zwei Seen anhand von Luftaufnahmen der Lars-Christensen-Expedition 1936/37. Den zweiten See benannten sie deskriptiv als Nyrevatnet (norwegisch für Nieren[förmiger]see). Die Auswertung von Luftaufnahmen der Australian National Antarctic Research Expeditions aus den Jahren von 1957 bis 1958 zeigte, dass es sich in Wirklichkeit um einen einzigen See handelt. Das Advisory Committee on Antarctic Names übertrug 1965 die norwegische Benennung des ersten Sees in einer Teilübersetzung ins Englische. Das Antarctic Names Committee of Australia entschied sich mit Crooked Lake dagegen für eine vollständige Übersetzung.